# Chiesa della Beata Vergine di Monserrato
La chiesa della Beata Vergine di Monserrato è un luogo di culto edificato presumibilmente verso la fine del XVI secolo. Ubicata in cima al colle omonimo, a circa 500 m s.l.m., la chiesa campestre domina, da ovest, la città di Ozieri.
La facciata principale della chiesa è caratterizzata da un paramento in blocchi di tufo "faccia a vista" e da un disegno estremamente semplice, dominato da un campaniletto a vela in cima al doppio spiovente della facciata; il portone d'ingresso è affiancato da due colonne a fusto scanalato con capitelli floreali, poste su un alto basamento, completate da un architrave modanato in cui è incisa la scritta "Reina de Monserradu".
Le facciate laterali sono anch'esse semplici, scandite dal ritmo dei contrafforti a cui corrispondono, all'interno, tre archi trasversali ogivali che sostengono una copertura lignea.
La zona del presbiterio è rialzata rispetto all'aula, da cui è separata da un arco trionfale. Interessante la cinquecentesca formella lignea presente nella parete del presbiterio, in cui è rappresentata l'arma della nobile famiglia ozierese dei Satta, benefattori della chiesa.
All'interno sono conservate alcune statue seicentesche, tra cui quella della Madonna di Monserrato. Dello stesso soggetto, è presente anche un olio su tela del pittore ozierese Giuseppe Altana.

## Galleria d'immagini

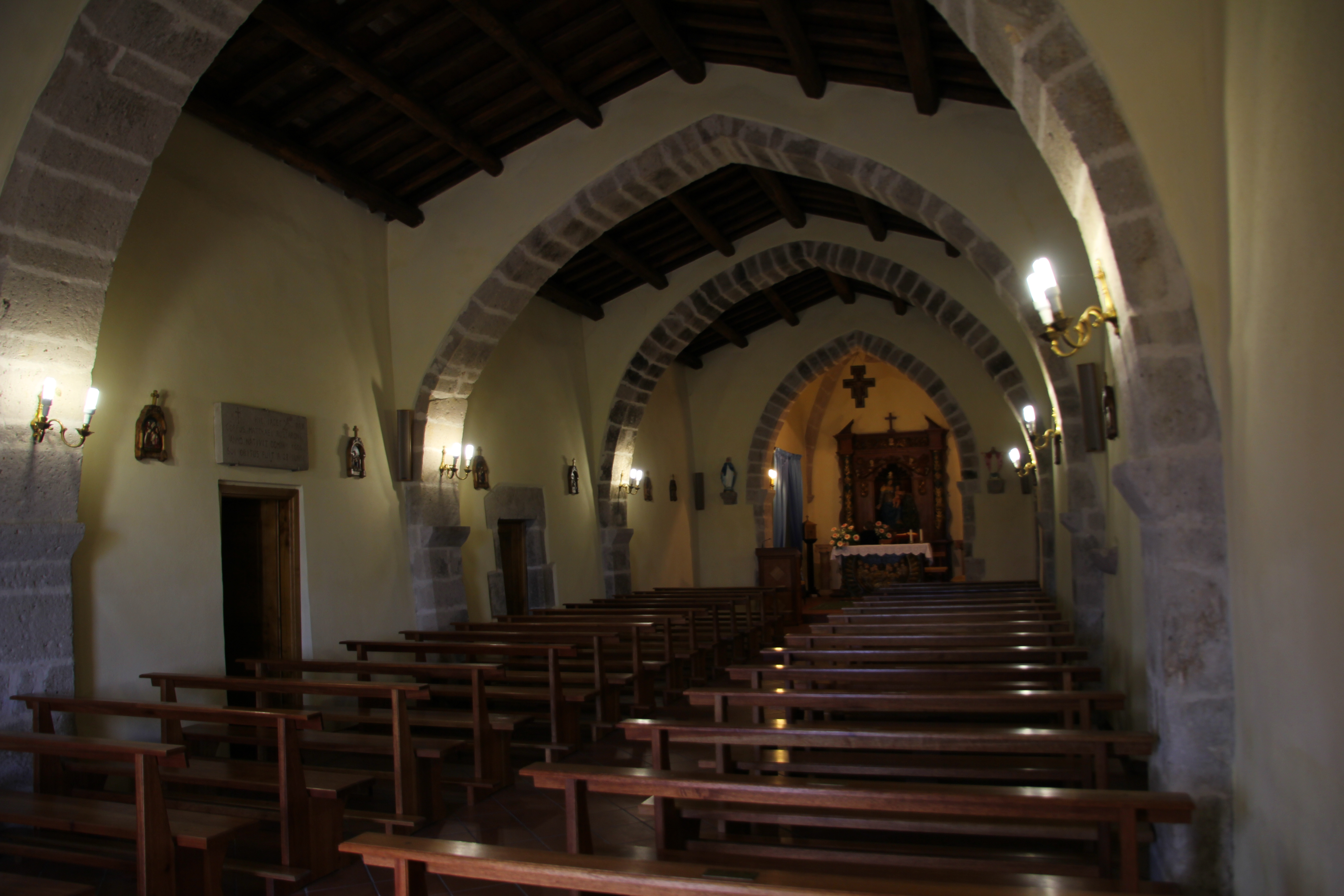
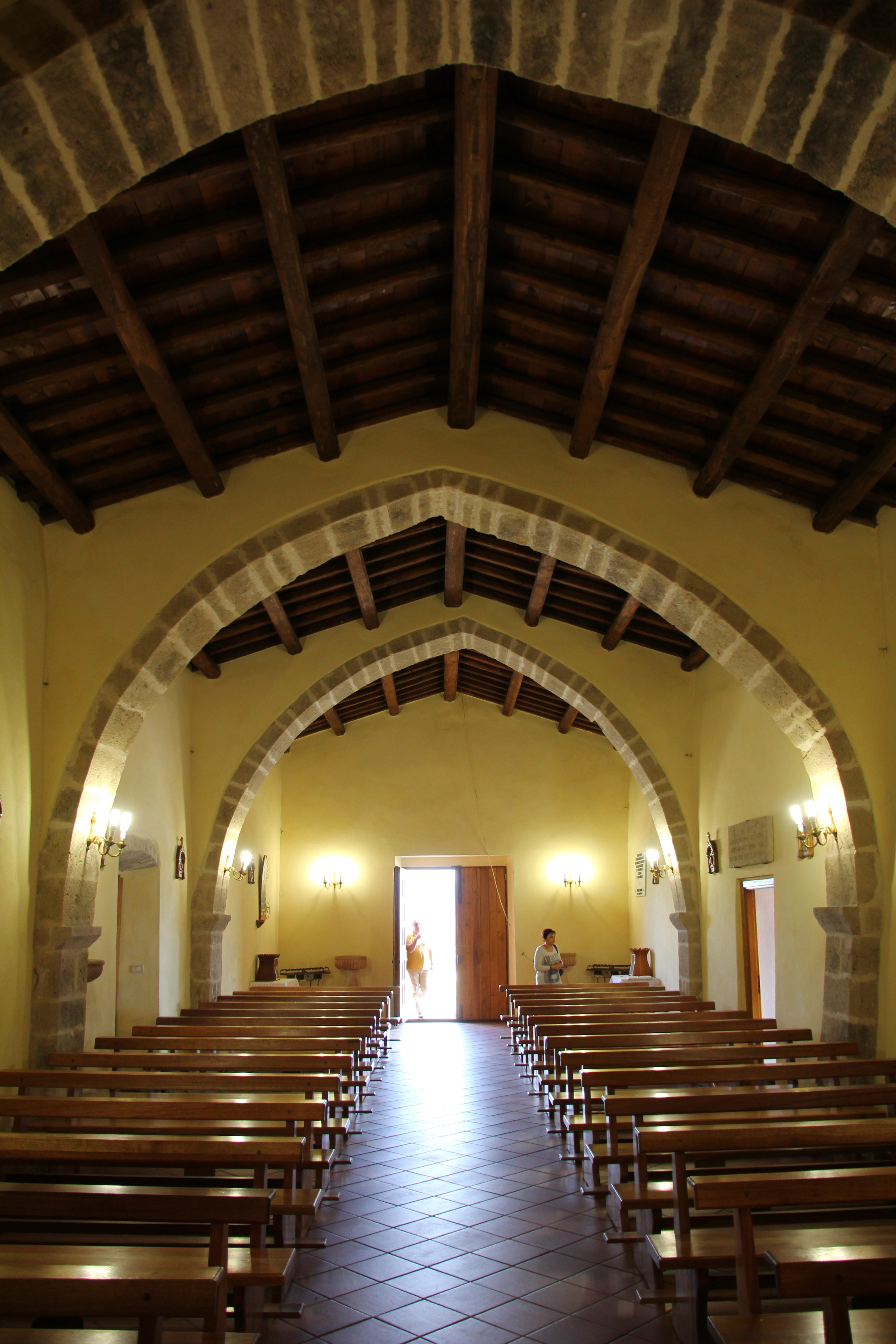
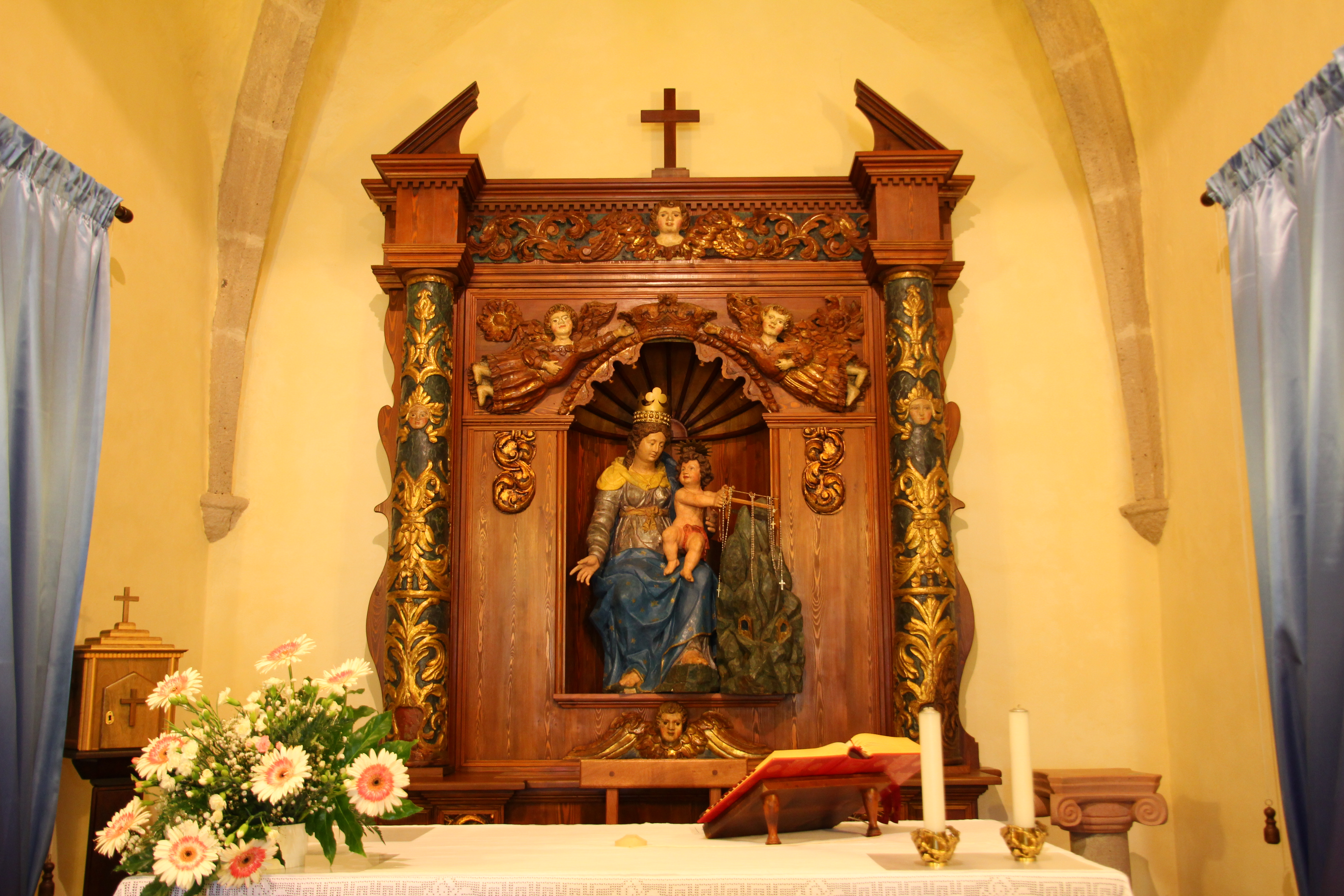
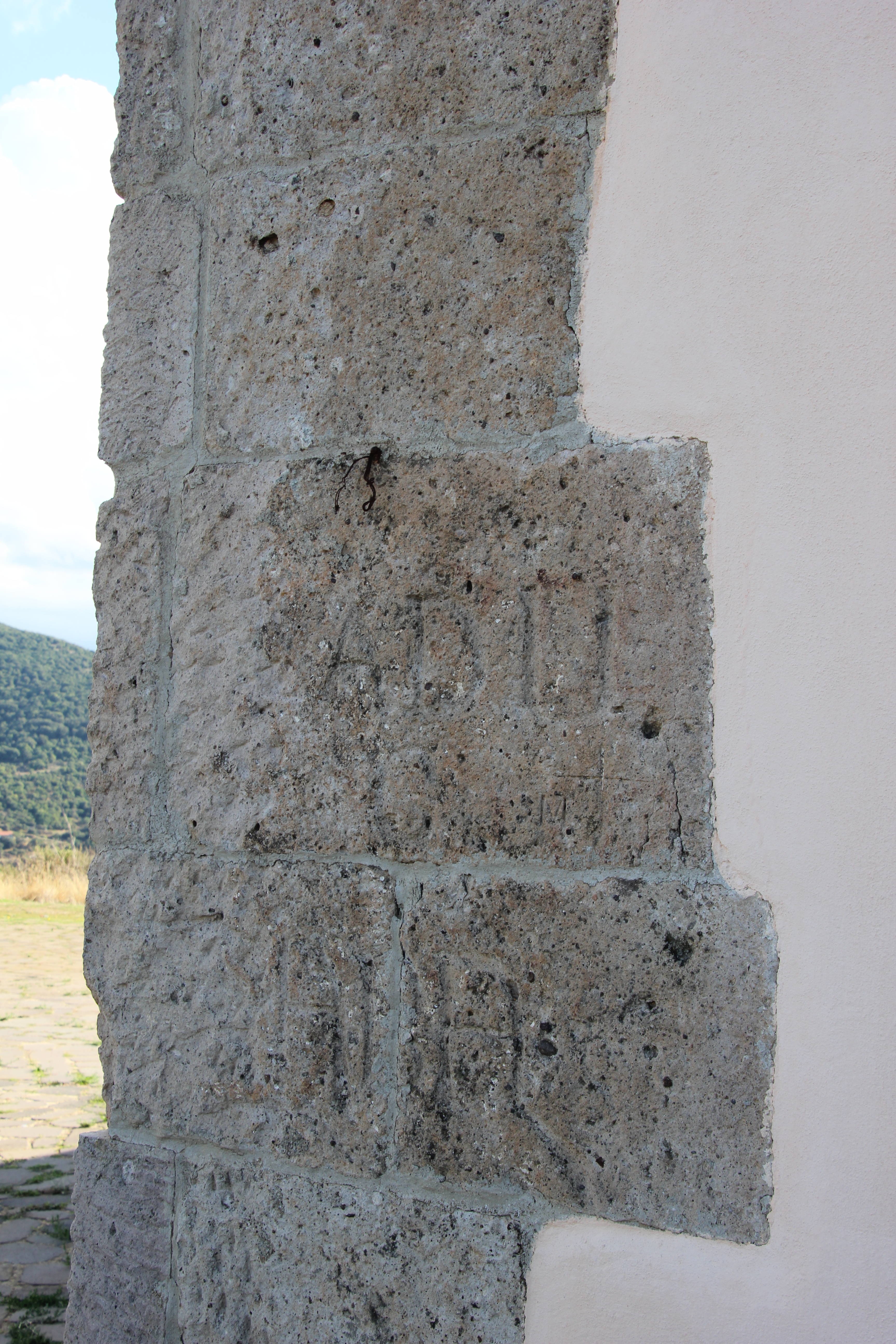